# Prostacyklin

Strukturformel

Prostacyklin är en speciell typ av prostaglandin som bildas i endotelceller. De stimulerar till kärlvidgning av kapillära blodkärl och mindre arterioler. De har dessutom förmåga att hämma trombocytaggregationen.